# Horst Kraehe
Friedrich Wilhelm Darius Hermann Max Horst Kraehe (* 24. August 1902 in Naumburg (Saale); † 10. Oktober 1988 in Hamburg) war ein deutscher Offizier, zuletzt Brigadegeneral der Reserve der Bundeswehr und Angehöriger des Bundesnachrichtendienstes.

## Leben
Kraehes Vater Wilhelm war Oberstleutnant, seine Mutter Elsbeth war eine geborene Femme.
Beförderungen
- 1925 Leutnant
- 1929 Oberleutnant
- 1934 Hauptmann
- 1940 Major
- 1942 Oberstleutnant
- 1943 Oberst
- 1964 Brigadegeneral d. R.

### Reichswehr
Kraehe trat am 1. April 1922 als Offizieranwärter in das 3. (Preußisches) Artillerie-Regiment der Reichswehr in Potsdam ein. 1923/24 besuchte er die Infanterieschule in Ohrdruf und 1924/25 die Artillerieschule in Jüterbog. 1925/26 war er Batterieoffizier im 3. (Preußisches) Artillerie-Regiment in Frankfurt (Oder). 1926/27 absolvierte er den Offiziernachrichtenlehrgang Jüterbog. Danach war er Nachrichtenoffizier in Schweidnitz und Küstrin. 1930/31 war er erneut Batterieoffizier im 3. (Preußisches) Artillerie-Regiment in Potsdam. Von 1931 bis 1933 war er Bereiter an der Kavallerieschule der Reichswehr in Hannover. Am 5. November 1932 heiratete er Rosemarie Kahler, deren Vater Oberst außer Dienst war. Am 19. August 1933 wurde ihr Sohn Ralph-Wolfgang geboren. 1933/34 war Kraehe Artillerieoffizier und Artillerieführer in Frankfurt (Oder). Von 1934 bis 1936 besuchte er den Generalstabslehrgang an der Kriegsakademie in Berlin.

### Wehrmacht
1936/37 war Kraehe Ib der 28. Infanterie-Division in Breslau. Von 1937 bis 1939 war er Ia der Kommandantur der Befestigungen bei Breslau. Von September bis Oktober 1939 war er beim Grenzabschnittskommando 14 eingesetzt. Von November 1939 bis April 1940 war er Ia der 26. Infanterie-Division. Von 1940 bis 1942 war er Ia im Generalkommando des XII. Armeekorps. Von März 1942 bis Oktober 1943 war er Ic/AO im Armeeoberkommando 7. Danach wurde er in die Führerreserve versetzt. Von November 1943 bis Januar 1944 war er Ic der Heeresgruppe B. Von Januar 1944 bis Februar 1945 war er Chef des Generalstabes des LXXV. Armeekorps (zur besonderen Verwendung). Von Februar bis Mai 1945 war er Kommandeur des Grenadier-Regiments 994. Im Mai 1945 geriet er in Kriegsgefangenschaft, wo er bis April 1946 verblieb.

### Bundeswehr
1946 war Kraehe als Torfarbeiter tätig. 1946/47 war er kaufmännischer Vertreter der Gothaer Versicherung in Hannover. Danach war er Kreisgeschäftsführer des Deutschen Roten Kreuzes in Verden. Von 1949 bis 1951 war er Einkaufsleiter bei Mondamin in Hamburg. Von 1951 bis 1953 war er in der Ausbildung von Dressur- und Springpferden tätig.
Im März 1953 kam er als Hauptreferatsleiter zum Amt Blank. 1955/56 absolvierte er eine Eignungsübung und war Verbindungsstellenleiter für Lehrgänge Gesamtstreitkräfte. 1956/57 war er Kommandeur Lehrstab A in Sonthofen. 1956/57 nahm er an einem Lehrgang an der Panzertruppenschule in Munster teil.
1957 wurde er ausgewählt für den 2. Generalstabslehrgang an der Führungsakademie der Bundeswehr in Hamburg. 1957 absolvierte er den Regimentsführerlehrgang an der Artillerieschule des Heeres in Idar-Oberstein. Von 1957 bis 1959 war er Korpsartilleriekommandeur 402 in Ulm. 1959 wurde er Höherer Artilleriekommandeur 401 in Münster und blieb dies bis 1962. Mit Ablauf des September 1962 wurde er in den Ruhestand versetzt. Kraehe wechselte zum Bundesnachrichtendienst und wurde dort als Reserveoffizier am 15. Juni Brigadegeneral befördert. Von 1963 bis 1966 absolvierte Kraehe Reserveübungen als Kommandeur des Artilleriekommandos 1. Im Verteidigungsfall wäre Kraehe als Angehöriger des Bundesnachrichtendienstes zur Deutschen Anteil Allied Consultative and Coordination Group (ACCG) beim Allied Command Baltic Approaches der NATO gegangen. Von dort hätte er Special Operations oder nachrichtendienstlichen Operationen führen sollen.
Kraehe war verheiratet.

## Auszeichnungen
- Ehrenzeichen des 9. November 1923 als Fähnrich der Infanterieschule der Reichswehr in München und Angehöriger der Sturmkolonne „Ludendorff“
- Eisernes Kreuz, II. und I. Klasse (2. Oktober 1939 bzw. 11. Juni 1940)
- Deutsches Schutzwall-Ehrenzeichen (9. Februar 1940)
- Medaille Winterschlacht im Osten 1941/42 (10. August 1942)